# Jan Kaplický

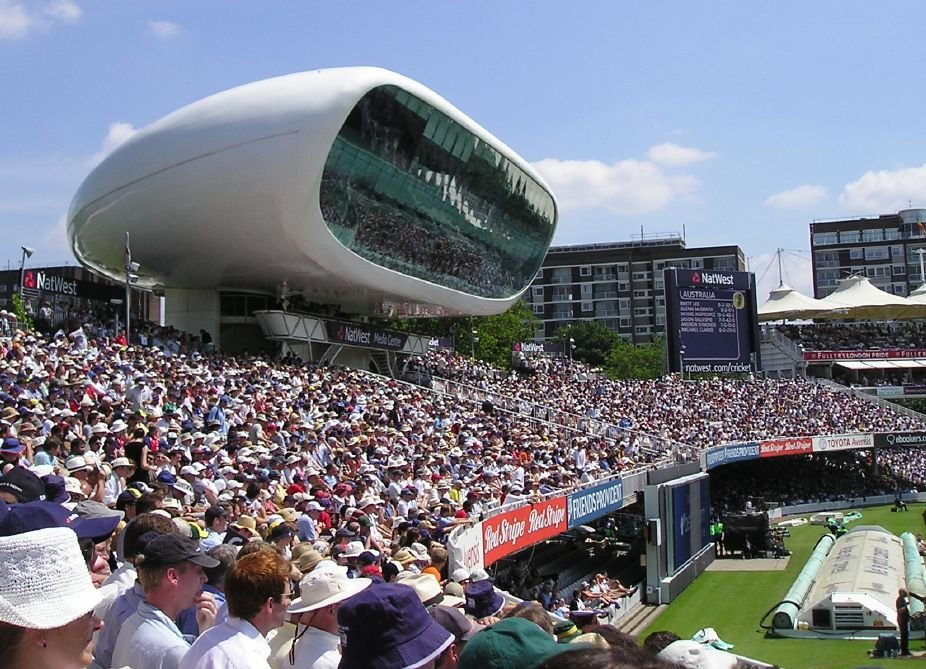
Tribuna de prensa del Lord's Cricket Ground en Londres.

Jan Kaplický (Praga, Checoslovaquia, 18 de abril de 1937 - Praga, República Checa, 14 de enero de 2009) fue un arquitecto checo, aunque la mayor parte de su carrera transcurrió en el Reino Unido, después de abandonar su país a causa de la Primavera de Praga.
Es conocido por haber sido el fundador del estudio de arquitectura londinense Future Systems y por su estilo arquitectónico inspirado en formas orgánicas como las redes de araña, las alas de las mariposas o las escamas de los peces.
Sus obras más conocidas han sido los planos para los almacenes Selfridges en Birmingham, del Museo Maserati en Módena o de la tribuna de prensa de estadio Lord's Cricket Ground en Londres, por la que recibió en 1999 el Premio Stirling.
Su último proyecto fue una gran biblioteca en Praga, de estilo vanguardista, finalmente abandonado por el Ayuntamiento de la ciudad después de recibir críticas.

## Vida personal
Conoció a la arquitecta británica Amanda Levete en la década de 1980, se casaron en 1991 y se divorciaron en el año 2006. Tuvieron un hijo en común.
Jan Kaplicky falleció de un ataque en plena calle de Praga a la edad de 71 años, pocas horas después de que su segunda esposa, Eliska, diera a luz a su segunda hija Johanna Kaplická.